# Diplommatina aurea
Diplommatina aurea là một loài land snails với một nắp, terrestrial gastropoda molluscas thuộc họ Diplommatinidae. Nó là loài đặc hữu của Palau.